# Triumph TR3

El Triumph TR3 es un automóvil deportivo británico producido entre 1955 y 1962 por la Standard-Triumph Motor Company de Coventry, Inglaterra. Un roadster tradicional, el TR3 es una evolución del modelo TR2 anterior de la compañía, con mayor potencia y frenado mejorado. Las variantes actualizadas, conocidas popular pero extraoficialmente como "TR3A" y "TR3B", entraron en producción en 1957 y 1962 respectivamente. El TR3 fue reemplazado por el Triumph TR4, mecánicamente similar y que contaba con una carrocería diseñada por el estilista italiano Giovanni Michelotti.
La resistente "pantalla lateral" del TR, llamada así por el uso de ventanas laterales de plexiglás extraíbles, fue un éxito de ventas y del automovilismo. Con aproximadamente 74.800 TR3 vendidos en todas las variantes, el modelo fue el tercero más vendido de la compañía en la gama TR, detrás de los modelos TR7 (111.500 unidades) y TR6 (94.500 unidades). Triumph se promocionó participando con el TR3 en carreras, pruebas de montaña y rallyes en Europa y América del Norte, con varias victorias absolutas, por equipos y de clase en su haber.

## TR3

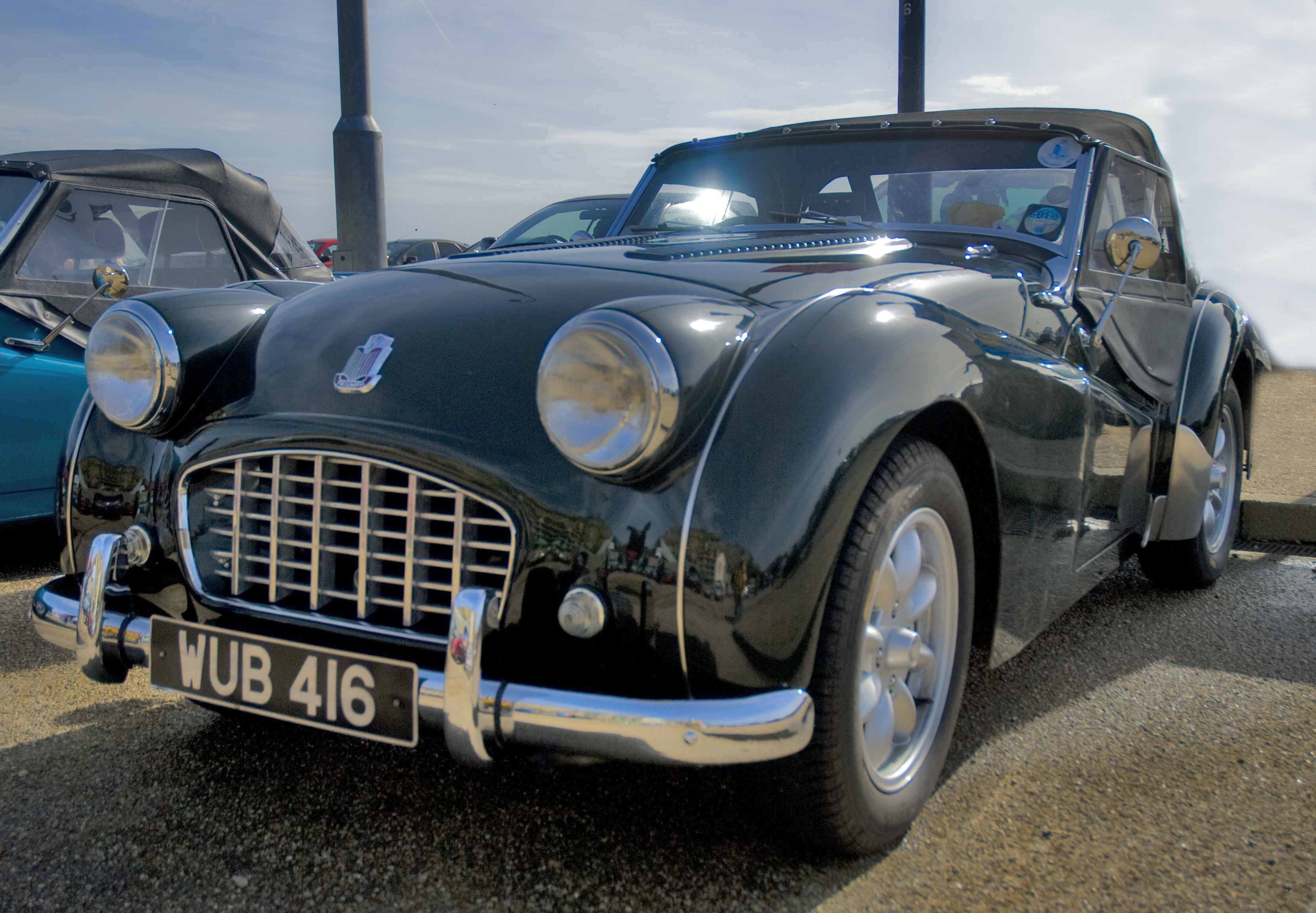
Triumph TR3 (1955-1957)

Aunque el automóvil generalmente se suministraba como un biplaza abierto, un asiento trasero para su uso ocasional y un techo rígido de acero atornillado estaban disponibles como extras.
El automóvil estaba propulsado por el  motor Standard de cuatro cilindros en línea OHV de 1991 cc (121,5 cu in), que inicialmente producía 95 caballos (71 kW; 96 CV), un aumento de 5 hp sobre el TR2 gracias a carburadores SU-H6 más grandes. Posteriormente la potencia se incrementó a 100 bhp a 5000 rpm mediante la adición de una culata de "puerto alto" y un colector agrandado. La caja de cambios manual de cuatro velocidades podía complementarse con una unidad de sobremarcha en las tres relaciones superiores, operada eléctricamente y controlada por un interruptor en el tablero. En 1956, los frenos delanteros se cambiaron de tambores a discos, por primera vez en un automóvil de producción en serie británico.
La suspensión era de brazos en A dobles, muñón de  bronce al manganeso, resortes helicoidales y amortiguadores de tubo en la parte delantera, barra estabilizadora opcional y dirección de tornillo sin fin y clavija. A diferencia de los MG del mismo período, el mecanismo de dirección y el varillaje tenían un juego y una fricción considerables, que aumentaban con el desgaste. 
La parte trasera utilizaba ballestas convencionales, con eje sólido y amortiguadores de brazo de palanca, excepto porque los rieles del bastidor (caja) colgaban debajo del eje. Las llantas eran de 15 pulgadas de diámetro y 4.5 pulgadas de ancho (aumentadas desde las 4 pulgadas después de los primeros TR2 ), con llantas opcionales de 48 radios de alambre, que solían estar pintadas, ya sea del color de la carrocería o plateado, aunque también estaban disponibles en acabados cromo mate y cromo brillante.
El peso del TR3 era significativamente mayor que el del Morgan +4 y el del Porsche 356, pero no mucho más que el del MGA y el del MGB. Todos, excepto el Morgan, que compartía el mismo motor, eran sustancialmente menos potentes, al igual que el Sunbeam Alpine.
En la mayoría de las condiciones, el coche respondía adecuadamente, pero tenía algunos problemas de manejo.  El chasis, compartido por el TR2, TR3, TR3A y TR4 tenía un recorrido de rueda limitado. Como resultado, en curvas muy cerradas, la rueda trasera interior podía levantarse, provocando un sobreviraje repentino debido al aumento de carga en el neumático trasero exterior. Esto era particularmente cierto con los neumáticos radiales; la suspensión de los TR2/3/3A original se construyó para neumáticos cruzados. El levantamiento de la rueda era más repentino que el de otros automóviles, porque se producía al llegar al final del recorrido de la suspensión, mientras todavía había carga sobre el neumático, por lo que la carga en la otra rueda trasera (exterior) presentaba una fuerte discontinuidad en lugar de variar gradualmente.
El TR3 era un verdadero roadster, diseñado para clima soleado. Disponía de una capota  y cubierta lateral extraíbles, lo que permitía que las puertas fueran muy bajas, equipadas con un acolchado para apoyar el brazo del conductor. Disponía de unos orificios en la chapa del suelo con unos tapones de goma para poder utilizar el gato suministrado originalmente, al igual que el Jaguar XK120. La calefacción opcional no era muy eficaz y la válvula de cierre estaba situada debajo del capó. Contaba con espacio para una tercera persona o un niño para sentarse de lado detrás de los asientos.
Se produjeron 13.377 ejemplares del TR3 de la primera serie original, de los cuales 1286 se vendieron en el Reino Unido; el resto se exportó principalmente a Estados Unidos. A partir del primer trimestre de 2011, había en el Reino Unido aproximadamente 826 TR3/3 con licencia y otros 115 SORN (sometidos a un impuesto especial) registrados en la DVLA.

### Especificaciones
- Período de producción: de octubre de 1955 a verano de 1957
- Precio original (modelo básico) - 950 libras
- Suspensión - Delantera: independiente por doble horquilla de longitud desigual, resortes helicoidales y amortiguadores telescópicos. Trasera: eje vivo, muelles semielípticos, amortiguadores de palanca.
- Frenos: primeras 4408 unidades (1955-1956): cuatro tambores de 10 pulgadas (25 cm). 9000 restantes (1956-1957): discos delanteros; tambores traseros[10]
- Opciones de fábrica y extras: Triumph ofrecía una amplia gama de piezas y accesorios opcionales tanto para los entusiastas de la competición como para aquellos que simplemente deseaban personalizar su vehículo. Si bien muchos de estos artículos eran accesorios de fábrica, los distribuidores locales también suministraron algunos. Entre estos se encontraban: marcha superdirecta, ruedas de radios de alambre (48 radios, 60 radios disponibles a partir de 1959), kit de techo rígido de acero (pieza n° 900711), asiento trasero uso ocasional (n° 801264), radio con botón pulsador, calefacción interior, tapicería de cuero, lavaparabrisas (n° 553729), cárter de aluminio fundido (n° 502126), motor de 2138 cc (130,5 cu in) (desde 1959), tambores de freno de aluminio 'Al-fin' (n° 202267 o n° 301590; 9 o 10 pulgadas respectivamente), faros antiniebla y de foco (n° 501703, 501702) y un kit de viaje (n° 502022, repuestos para viajes en regiones remotas).[11]

### Prestaciones
Un coche de techo rígido con overdrive probado por la revista británica The Motor en 1956 tenía una velocidad máxima de 105,3 millas por hora (169,5 km/h) y podría acelerar de 0 a 60 millas por hora (96,6 km/h) en 10,8 segundos, con un consumo de combustible de 27,1 millas por galón imp (10,4 L/100 km). El automóvil de la prueba costó 1103 libras, impuestos incluidos.
Otras cifras registradas incluyen:
| Velocidad                          | Tiempo        |
| ---------------------------------- | ------------- |
| 0- 30 millas por hora (48,3 km/h)  | 3,6 segundos  |
| 0– 50 millas por hora (80,5 km/h)  | 7,5 segundos  |
| 0– 60 millas por hora (96,6 km/h)  | 10,8 segundos |
| 0– 90 millas por hora (144,8 km/h) | 28,8 segundos |

Cuarto de  milla desde parado: 18,1 segundos

## TR3A

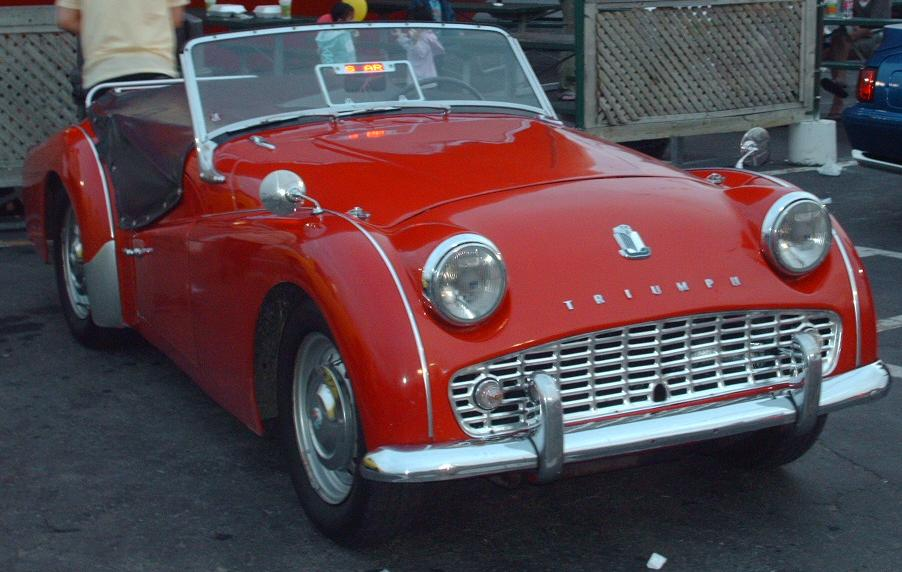
Triumph "TR3A"

En 1957, el TR3 se actualizó con varios cambios, incluida una parrilla del radiador de ancho completo, y este modelo renovado se conocía comúnmente como el Triumph "TR3A". Sin embargo, los coches no se identificaron como tales y el nombre "TR3A" no se utilizó oficialmente, como es evidente en los folletos de ventas contemporáneos. El "TR3A" fue construido entre 1957 y 1962.

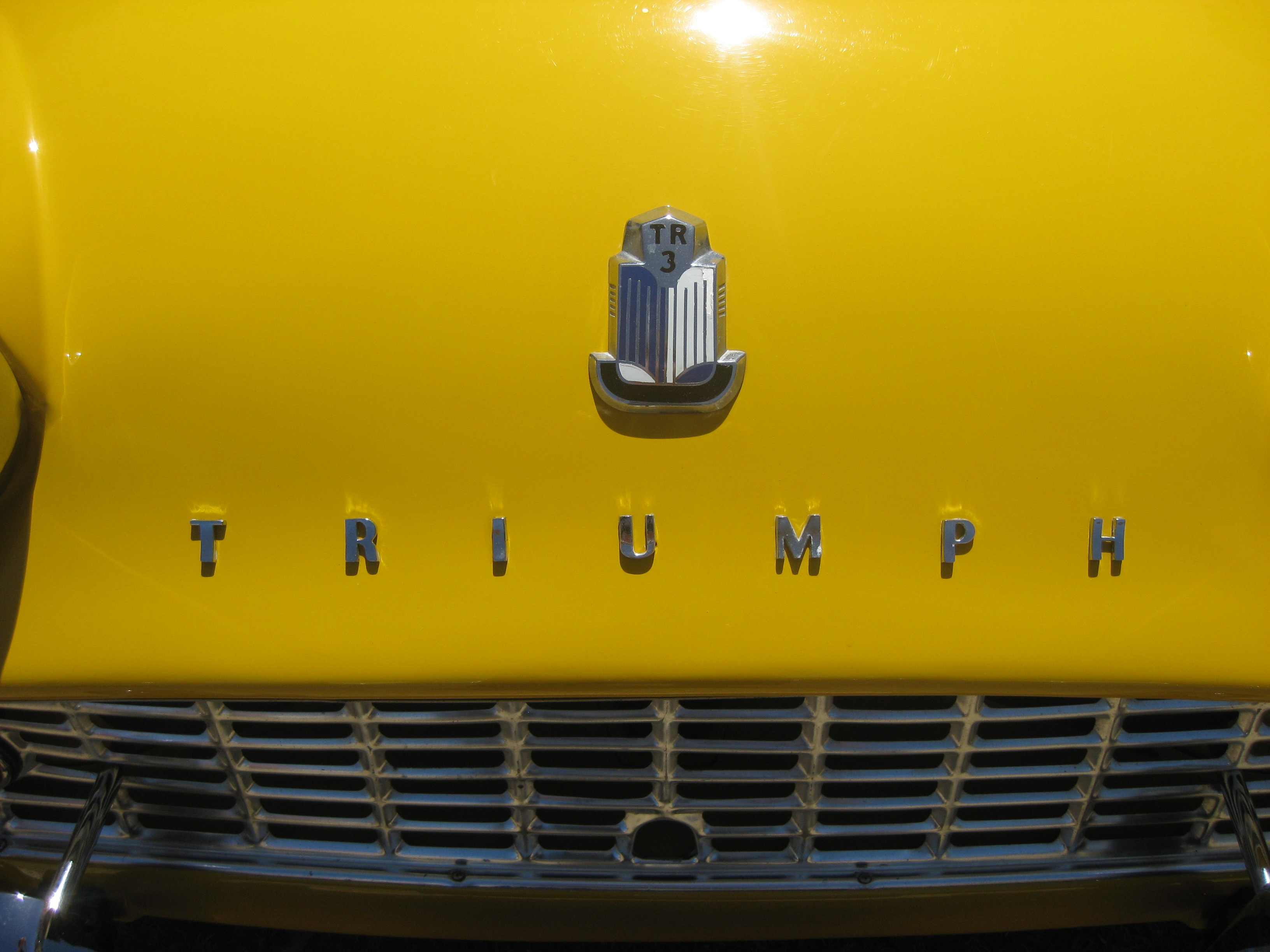
Aunque a menudo se hace referencia al TR3 renovado como TR3A, su denominación de fábrica siguió siendo "Triumph TR3"

El "TR3A" fue una actualización menor del TR3. Las actualizaciones incluyeron la nueva parrilla delantera ancha, las manijas de las puertas exteriores y la manija del maletero con cerradura. Venía con un juego de herramientas completo como estándar (esta era una opción en el TR3). La producción total del "TR3A" fue de 58 236 unidades. Esto lo convierte en el tercer TR más vendido después del TR6 y TR7. El TR3A tuvo tanto éxito que los moldes originales de los paneles de chapa finalmente se desgastaron y tuvieron que ser reemplazados. En 1959 salió una versión ligeramente modificada que tenía estampados elevados debajo del capó, en las bisagras del maletero y debajo de las manijas de las puertas, así como una sección del piso trasero rediseñada. Además, el parabrisas se fijó con pernos en lugar de los conectores Dzus utilizados en los primeros modelos "A". Se estima que solo se conservan en la actualidad unos 9.500 de los 58.000 construidos originalmente.
El Triumph TR3 es el primer automóvil de serie que incluía frenos de disco como estándar, que se continuaron en la versión "TR3A". El coche era conocido por su capacidad de frenado superior, lo que lo convertía en uno de los favoritos del autocross.

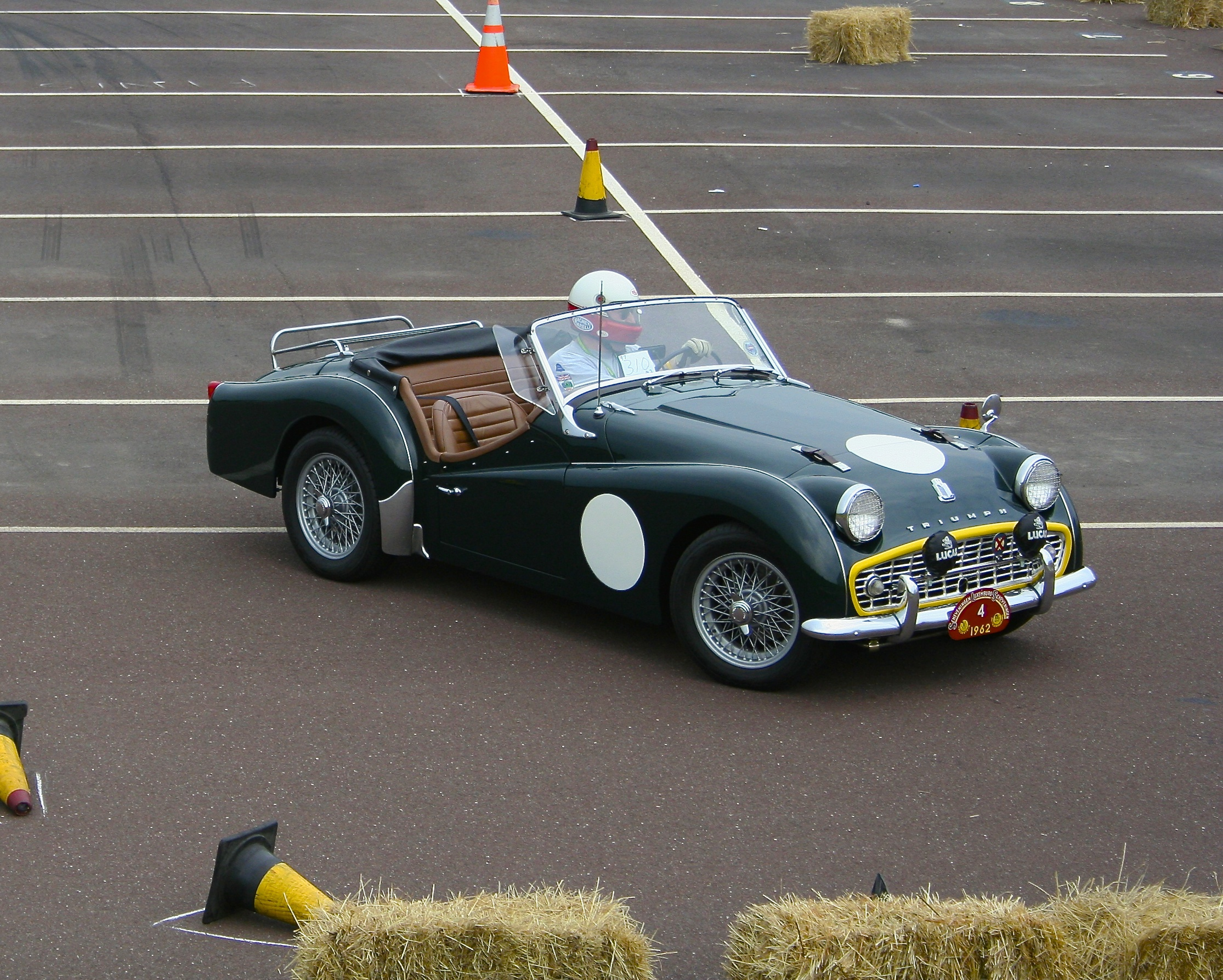
Triumph TR3 2.2 litros de competición de 1960 en un pit lane

El "TR3A" se ve a menudo en las carreras de producción y de época en la actualidad. A pesar de tener más de 50 años, sigue siendo competitivo en la clase de producción E del SCCA (Sports Car Club of America).
En junio de 1977, la revista Road & Track publicó un artículo titulado "Driving Impressions: TR3A & TR250" en su número del 30 aniversario. Se publicó un tiempo para pasar de 0 a 60 millas por hora (96,6 km/h)  de 12,0 segundos, potencia de salida de 100 caballos (101,4 CV) a 4800 rpm, peso en vacío de 2090 libras (948 kg) y un consumo de combustible de 28 millas por galón imp (9,9 km/L).

## TR3B

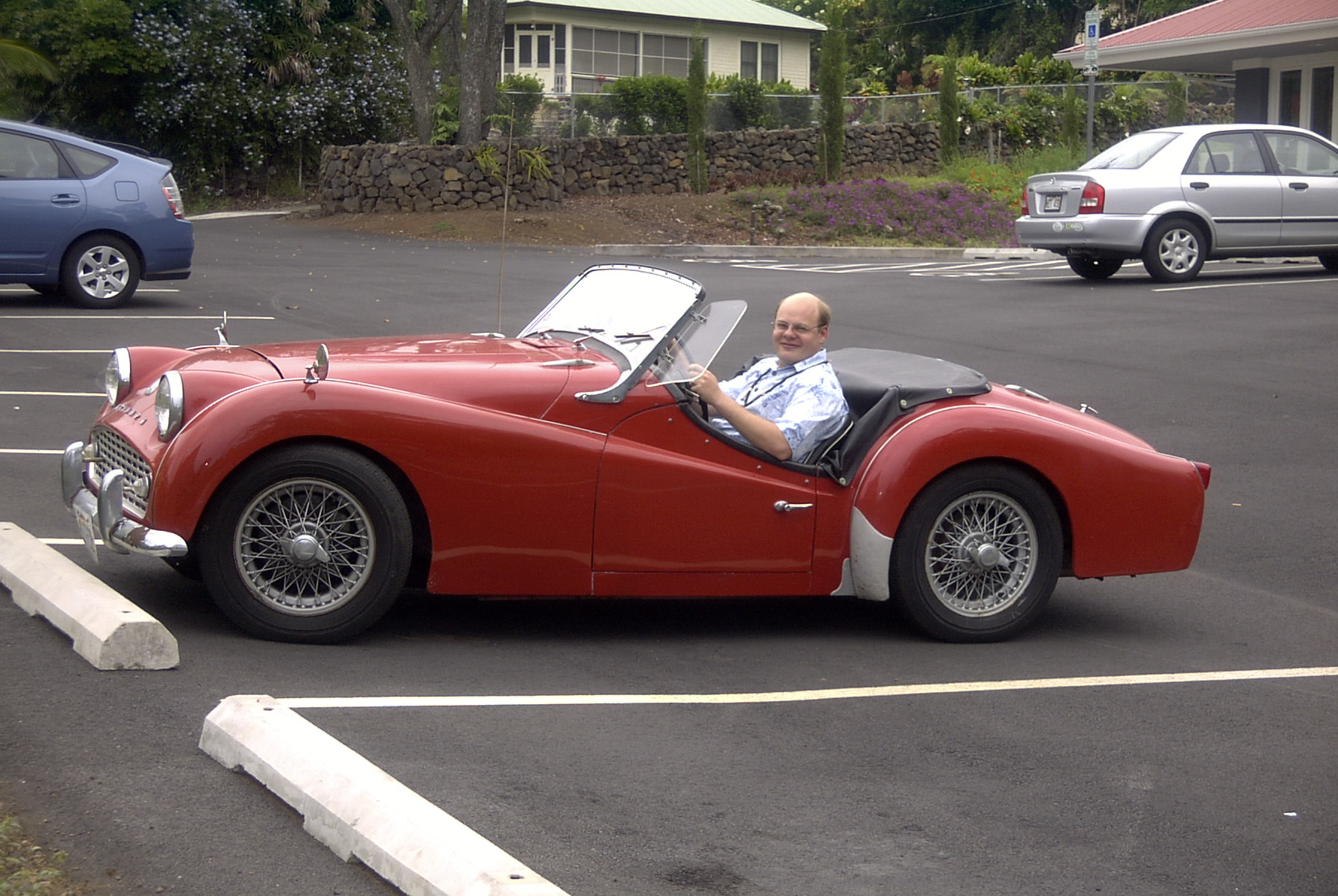
Triumph "TR3B"

El "Triumph TR3B" es un nombre no oficial dado a la versión final del TR3, producido en 1962. Se ofreció al mismo tiempo que el TR4, que comenzó a fabricarse en 1961. El "TR3B" fue una tirada de producción corta especial en respuesta a las preocupaciones de los distribuidores de que el público comprador pudiera no recibir adecuadamente el TR4.
Tenía la misma carrocería del "TR3A". Se produjeron dos series: una con un número de comisión precedido por TSF de la que se produjeron 530. De estos 530, los últimos 29 se construyeron como Triumph Italia. La otra serie tenía números de comisión precedidos por TCF, de los que se produjeron 2804. Ambas series se fabricaron parcialmente en paralelo. La serie TSF era idéntica a la última versión de TR3A, es decir, con un motor de dos litros y una transmisión de 1ª marcha no sincronizada. La serie TCF tenía el motor TR4 de 2,138 litros. El motor de cuatro cilindros en línea, tenía varillas de empuje, y tres cojinetes. Tenía una relación de compresión de 9:1 y era muy rígido. Estaba equipado con dos carburadores H6 SU, rindiendo 105 HP (106 CV) a 4650 rpm y 172 N·m (127 lb·pie) de par a 3350 rpm. Obtenía alrededor de 20 millas por galón americano (8,5 km/L), hasta 30 millas por galón americano (12,8 km/L). La velocidad máxima está limitada a unas 110 mph (177 km/h) por la relación de transmisión, a menos que tuviera superdirecta. La sobremarcha accionada eléctricamente (Laycock-de-Normanville Tipo A) estaba disponible como una opción y operaba en segunda, tercera y cuarta marchas. La apariencia era idéntica a la de la versión estadounidense final del "TR3A", con los mismos aros de los faros delanteros más anchos, por lo demás muy similar al TR3, excepto por una parrilla y manijas de las puertas más anchas. Pesaba 2137 lb (969 kg).

## TR3 en competición
Basándose en el envidiable legado del Triumph TR2, el TR3 disfrutó de mucho éxito en la competición internacional de deportes del motor.
Después de los acontecimientos de las 24 Horas de Le Mans de 1955, el gobierno francés tomó medidas para prohibir los rallyes de coches deportivos en ese país, convertidos poco más que en carreras de larga distancia. En respuesta, el gerente de competición de Triumph, Ken Richardson, hizo que los techos rígidos de acero se atornillaran a 100 unidades del TR3, homologando el nuevo deportivo como un cupé de "gran turismo", la clase GT que aún podía correr en las carreteras públicas francesas. Se puso a disposición de los clientes un "kit de gran turismo" como extra opcional (número de pieza 554313).
Los TR3 disputaron los rallyes RAC, Monte Carlo, Circuito de Irlanda, Alpine, Lieja-Roma-Lieja, International Tulip, Scheveningen-Luxemburgo, Tour de Francia, Douze Heures de Huy, Lyon-Charbonnieres, Acrópolis, Chimay National y Córcega, entre otros, logrando numerosas victorias absolutas, por equipos y de clase, incluidos seis premios "Coupes des Alpes". Con su robusto motor y su gran fiabilidad, el TR fue un competidor popular en pruebas de montaña continentales, como Ollon Villars y Eberbach Bergrennen, y carreras de resistencia como las 12 Horas de Sebring y las Mille Miglia.
En 1959, tres TR3 ampliamente modificados, denominados modelos 'TR3S', participaron en las 24 Horas de Le Mans. Parecidos al TR3 de producción, utilizaban carrocerías de fibra de vidrio, eran seis pulgadas más largos que el vehículo de serie y estaban propulsados por el motor de doble cámara 'Sabrina', un prototipo de 1985 cc (121,1 cu in). El TR3S pilotado por Jopp/Stoop  ocupaba el séptimo lugar en la general antes de verse obligado a retirarse por dificultades mecánicas con poco más de una hora restante de carrera.